# Alain Gandy (Schauspieler)
Alain Gandy (* 1. Juni 1947 in Bourgoin-Jallieu, Département Isère) ist ein französischer Schauspieler.

## Leben und Karriere
Gandy erlernte seinen Beruf in Paris und ist sowohl im Fernsehen wie auch auf der Bühne präsent. Bekannt wurde er u. a. in Stücken von Marcel Aymé, Wolfgang Borchert, Andonis Doriadis, Molière und Emmanuel Roblès.

## Rollen (Auswahl)
Theater
- Jacques Weber (Regie): Der tolle Tag oder Figaros Hochzeit (Pierre Augustin Caron de Beaumarchais).
- Frédéric Esparel (Regie): Partition (Jean-Yves Picq). 1995.
- Lucien Vargoz (Regie): Des tulips pour un ange déchu. 2000.
- Vahé Zekian (Regie): Bourgoin 1793. 1985.
- Maurice Yendt (Regie): Histoire d'un arbre (Ingegerd Monthan). 1990.
- Vincent Puysségur (Regie): Die Zoogeschichte (Edward Albee). 2005.

Fernsehen
- Michel Wynn (Regisseur): Le bord de la mer.
- Claude-Pierre Chavanon (Regisseur): Americo.
- Jean Sagols (Regisseur): Les voleurs de lumière
- Michel Boisrond (Regisseur): Police des Polices
- Michel Favart (Regisseur): Louis, la Brocante
- Paul Planchon (Regisseur): Vieux gamins